# Рэйш, Луи
Луи Рэйш (фр. Louis Jérôme Reiche; 20 декабря 1799, Горинхем — 16 мая 1890, Нёйи-сюр-Сен) — французский энтомолог, сначала был врачом, затем торговал кружевами, работал преимущественно по систематике и биологии жесткокрылых насекомых. Шесть раз становился Президентом Энтомологического общества Франции.

## Публикации
Большинство статей Рэйша опубликованы в изданиях французского энтомологического общества, членом-учредителем которого он был.
- «Tableau d’une division systématique de la tribu des Coprophages etc.» («Ann. Soc. Ent. Fr.», 1842);
- «Insectes dans le voyage en Abyssinie par Ferret et Gallinier» (Париж, 1847);
- «Espèces nouvelles ou peu connues de Coléoptères, recueillies par M. F. de Saulcy dans son voyage en Orient» (вместе с Соси, «Ann. Soc. Ent. Fr.», 1855—1858)